# Дракс (киновселенная Marvel)
Дракс (англ. Drax), также известный как Дракс Разрушитель (англ. Drax the Destroyer) — персонаж из кинофраншизы Кинематографическая вселенная Marvel (КВМ), основанный на одноимённом персонаже Marvel Comics. Его роль исполняет Дэйв Батиста. В фильмах Дракс является воином и членом Стражей Галактики, который жаждет отомстить за потерю своей семьи. Первоначально он стремился отомстить за свою семью, убив фанатика Крии Ронана Обвинителя, но после смерти Ронана его миссией стало одолеть Таноса.
По состоянию на 2023 год персонаж появился в семи фильмах: «Стражи Галактики», «Стражи Галактики. Часть 2», «Мстители: Война бесконечности», «Мстители: Финал», «Тор: Любовь и гром», «Стражи Галактики: Праздничный спецвыпуск» и  «Стражи Галактики. Часть 3», а также в мультсериале Disney+ «Что, если…?», но там его озвучил не Батиста, а Фред Таташор.

## Концепция и создание
Дракс Разрушитель впервые появился в комиксе «The Invincible Iron Man» #55 (февраль 1973) и был создан Джимом Старлином с помощью писателя Майка Фридрика. Он появлялся в различных сериях Marvel и несколько раз был «убит». Дракс получил одноимённую мини-серию из 4 выпусков в 2004 году и был главным персонажем в комиксах «Annihilation: Nova» #1-4 (2005) и «Annihilation» #1-6 (2006). После последующего появления в четвёртом томе «Nova» #4-7 (2007) и сюжетной линии 2008 года «Annihilation: The Conquest» он был показан в качестве члена команды в перезапуске Стражей Галактики в 2008 году и появился в одноимённой серии комиксов из 25 выпусков. Персонаж сыграл небольшую роль в «The Thanos Imperative» #1-3 (2010), где он был убит. Происхождение персонажа в комиксах было показано в качестве перемещённой души человека с Земли, помещённой в тело, созданное для того, чтобы отомстить Таносу.
Президент Marvel Studios Кевин Файги впервые упомянул «Стражей Галактики» в качестве потенциального фильма на San Diego Comic-Con International в 2010 году, заявив: «Есть также некоторые смутные названия, такие как „Стражи Галактики“. Я думаю, что в последнее время они были забавно переработаны в комиксах». Файги вновь высказал эту мысль в сентябрьском выпуске «Entertainment Weekly» за 2011 год, сказав, что «есть возможность сделать большую космическую эпопею, на которую „Тор“ как бы намекает, в космической стороне» Кинематографической вселенной Marvel. Файги добавил, что если фильм будет снят, то в нём будет ансамбль персонажей, как это было в «Людях Икс» и «Мстителях». На San Diego Comic-Con International 2012 Файги объявил, что фильм находится в активной разработке, и что предполагаемой датой выхода будет 1 августа 2014 года. Он сказал, что титульная команда фильма будет состоять из персонажей Звёздного Лорда, Дракса Разрушителя, Гаморы, Грута и Ракеты.
В 2018 году, Батиста присоединился к своим коллегам по актёрскому составу в поддержку режиссёра «Стражей Галактики» Джеймса Ганна после его увольнения из-за старых твитов, шутящих о педофилии и изнасиловании. Батиста заявил, что если Disney (материнская компания Marvel Studios) не использует сценарий Ганна для фильма «Стражи Галактики. Часть 3», он попросит, чтобы его заменили на другого актёра, назвав увольнение Ганна «тошнотворным». В конечном счёте, Ганн был восстановлен в должности режиссёра фильма в марте 2019 года. Батиста указал, что в какой-то момент Ганн хотел сделать «фильм о Драксе и Мантис» в качестве спин-оффа, но Marvel не реализовала эту концепцию.

## Характеризация

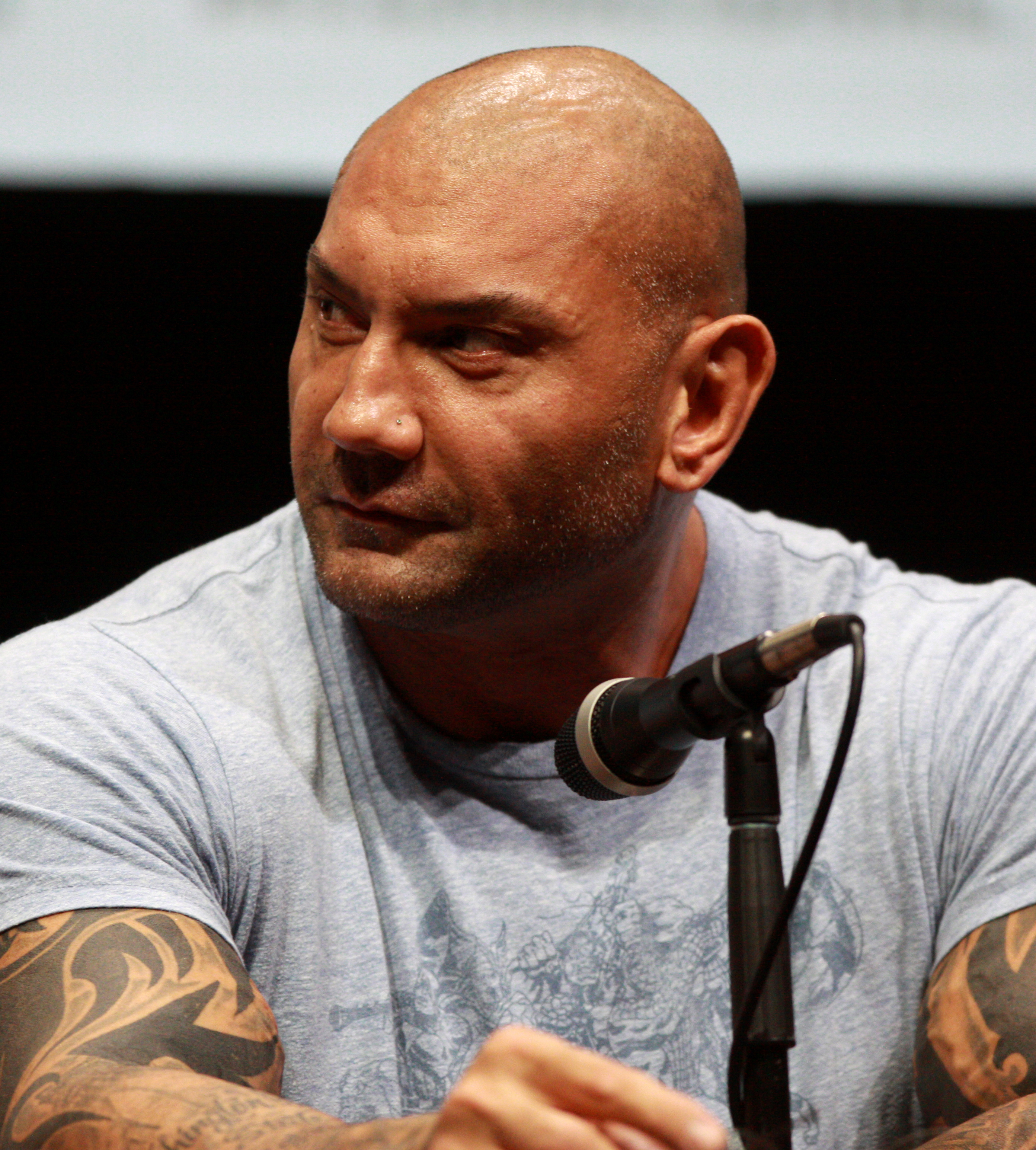
Дэйв Батиста исполняет роль Дракса

В «Стражах Галактики» Дракс охарактеризован как воин, который стремится отомстить за смерть своей семьи от рук Ронана. Говоря о персонаже, Батиста сказал: «Я настолько понимаю Дракса, что даже не смешно. Между нами есть столько общих простых вещей. Простые вещи, такие как татуировки, трагедия — потому что, знаете, в моей жизни тоже было немного трагедии. Так что мне действительно было из чего черпать». Батиста также сказал, что из Дракса «выходило много смешного», но персонаж не знал об этом. Батиста заявил, что он не очень сильно готовился к этой роли, потому что «К счастью для меня, я всю жизнь был спортсменом и очень быстро адаптировался».
Готовясь к фильму «Стражи Галактики. Часть 2», Батиста ждал окончательной версии сценария, чтобы не отнимать «у него магию», что, по его мнению, произошло, когда он прочитал ранние черновики первого фильма. Он добавил, что «я не был без ума от своей роли [в „Части 2“ изначально]. Это пошло совсем в другом направлении, чем я думал по поводу того, что они собирались сделать с Драксом», отметив, что он «не думал, что Дракс будет настолько значимым в фильме». Часть «щёлкнула» для Батисты после читки сценария с другим актёрским составом. Батиста назвал Дракса «более забавным, целеустремленным», чем в первом фильме, и обладающим «чувством невинности и разбитого сердца», несмотря на «первое восприятие Дракса большинством людей, [что] он просто большой, мускулистый зверь».
Дракс появляется в «Что, если… Т’Чалла стал бы Звёздным Лордом?», эпизоде «Что, если…?», хотя его озвучивает Фред Таташор вместо Батисты. Батиста заявил, что его не просили озвучить Дракса в мультсериале, хотя вице-президент Marvel Studios Брэд Виндербаум сомневался в этом.

## Внешний вид и спецэффекты
Наносить грим Батисты занимало около четырёх часов, хотя его можно было удалить всего за 90 минут. У Дракса на теле есть различные шрамы, которые заменяют простые татуировки из комиксов, каждая из которых имеет определённую историю. Кроме того, его тон кожи был изменен с ярко-зелёного из комиксов на более грязновато-серый, чтобы избежать визуального сходства с Халком.
Для второго фильма грим Батисты занимал всего 90 минут, по сравнению с четырьмя часами для первого фильма. Ему приходилось сидеть в сауне в конце дня, чтобы снять грим, после того как его тест на макияж был признан слишком «абразивным».

## Биография персонажа

### Происхождение
До 2014 года родной мир Дракса был захвачен силами Таноса под командованием Ронана Обвинителя. Захватчики убили семью Дракса, направив его на путь мести, в результате чего он был схвачен и отправлен в космическую тюрьму под названием Килн.

### Стражи Галактики
В 2014 году другие Стражи впервые сталкиваются с Драксом в тюрьме, где он испытывает непосредственную враждебность к Гаморе из-за её связи с Таносом. Дракс нападает на Гамору, но Питер Квилл убеждает его пощадить её в обмен на её способность привлечь к себе Ронана, чтобы Дракс смог отомстить. Дракс помогает Стражам сбежать из тюрьмы, сопровождая их на Забвение, где он спорит с Ракетой, а затем в пьяном порыве посылает сигнал, чтобы вызвать Ронана на бой. Ронан прибывает, легко побеждает Дракса в бою и уходит с Камнем Силы. Дракс сожалеет о своих действиях и присоединяется к Стражам в защите Ксандара от нападения Ронана. После крушения корабля Ронана Дракс и Ракета уничтожают топор Ронана, удерживающий Камень Силы, и присоединяются к Квиллу и Гаморе, контролируя камень достаточно долго, чтобы уничтожить Ронана. После того, как Корпус Новы похвалил Стражей за их действия, Гамора искренне заверила Дракса, что его семья была отомщена. Он принимает её совет, хотя и признаёт, что Ронан был всего лишь пешкой Таноса, которому он теперь хочет отомстить.
Дракса и Стражей позже нанимают Суверены, чтобы отбиться от инопланетянина, атакующего их ценные батареи, в обмен на возвращение сестры Гаморы, Небулы. После того, как они уходят, их преследует флот Суверенов, так как Ракета украл их батареи, о чём Дракс знал. После аварийной посадки на планету они встречают отца Квилла, Эго. Дракс решает сопровождать Квилла и Гамору на планету Эго, в то время как Ракета, Грут и Небула остаются с кораблём. На планете Эго они встречают помощницу Эго, Мантис, с которой у Дракса завязывается дружба, хотя он считает её отвратительной. Когда Стражи узнают об истинном «я» Эго, Дракс присоединяется к ним в борьбе с Эго, пока Квилл не надевает на него реактивный ранец и не отсылает его.

### Война бесконечности и воскрешение
В 2018 году, когда Стражи отвечают на сигнал бедствия с разрушенного космического корабля Тора и обнаруживают находящегося без сознания Тора, они спасают его. Дракс сопровождает Квилла и Гамору, чтобы вернуться на Забвение, чтобы помешать Таносу получить Камень Реальности. Однако Танос добирается туда первым и использует камень, чтобы ненадолго превратить Дракса в груду блоков. После того, как Танос забирает Гамору и уходит, Дракс превращается в себя и сопровождает Квилла и Мантис на Титан, где они объединяются с Мстителями Тони Старком, Стивеном Стрэнджем и Питером Паркером в попытке победить Таноса там, и они в конечном итоге терпят неудачу из-за силы Таноса с частично собранной Перчаткой Бесконечности. Вскоре после того, как Танос покидает Титан, он заканчивает собирать камни и щёлкает пальцами, чтобы половина всех живых, включая Дракса, рассыпалась в прах.
В 2023 году, когда оставшимся членам Стражей и Мстителей удаётся собрать прошлые версии камней и обратить назад действие Щелчка, Дракс входит в число вернувшихся героев, которые путешествуют через портал в северную часть штата Нью-Йорк, чтобы сразиться с армией прошлой версии Таноса. После того, как Старк жертвует своей жизнью, чтобы победить Таноса и его армию, Дракс присутствует на похоронах Старка. Воссоединившись с другими Стражами Галактики, группа затем покидает Землю вместе с Тором, и Дракс предлагает Квиллу и Тору сражаться за честь возглавить группу.

### Похищение Кевина Бейкона, противостояние Высшему Эволюционеру и уход из команды
В 2024 году Дракс и Стражи, к которым присоединился Краглин, путешествуют по космосу. Узнав об убийце богов, который орудует в галактике, они разделяются с Тором и отправляются спасать народы.
В 2025 году Стражи покупают Забвение у Коллекционера и принимают в свои ряды нового члена команды, Космическую собаку Космо. Зная о том, что Квилл в депрессии из-за потерянных отношений с Гаморой, Дракс и другие Стражи решают отпраздновать вместе с ним Рождество, а в качестве подарка она решает вместе с Мантис похитить актёра Кевина Бейкона. Они отправляются в Голливуд, где непреднамеренно собирают деньги, позируя для фотографий на «Аллее славы», и напиваются в баре, после чего владелец туристического магазина даёт им карту, с помощью которой герои находят дом Бейкона. Они добираются до его резиденции в Беверли-Хиллс и похищают актёра, а заодно крадут праздничные декорации из местного магазина. На Забвении они празднуют Рождество и «дарят» Квиллу Бейкона.
После того как Стражи восстанавливают Забвение, на них нападает Адам Уорлок, который серьёзно ранит Ракету, но Стражи не могут его вылечить из-за чипа в его сердце, который реагирует на любой контакт. Стражи, в том числе и Дракс, отправляются на Оргосферу, штаб-квартиру компании Высшего Эволюционера «Оргокорп», чтобы найти код отмены. Поиски вскоре приводят Стражей на корабль Высшего Эволюционера, где Дракс, Мантис и Небула натыкаются на множество детей, которых тот удерживает в плену. Дракс находит с ними общий язык, показывая хорошее умение общаться с детьми. После все трое воссоединяются со Стражами и побеждают армию Эволюционера. Победив его самого, Стражи в своём текущем виде прекращают своё существование, и Дракс вместе с Небулой остаются на Забвении присматривать за спасёнными детьми.

## Альтернативные версии персонажа
Дракс, озвученный Фредом Таташором появился в первом сезоне анимационного сериала Disney+ «Что, если…?» в виде нескольких альтернативных версий самого себя:

### Бармен Дракс
В альтернативном 2008 году, Дракс работает барменом на Контраксии и является поклонником Т’Чаллы после того, как его родной мир и семья были спасены от вторжения Крии.

### Межгалактическая вечеринка Тора
В альтернативном 2011 году, Дракс посещает межгалактическую вечеринку Тора вместе с другими инопланетянами. Однако вскоре он обвиняет Тора в том, что он «испортил вечеринку», когда Тор начинает пытаться заставить всех там навести порядок. Дракс в конце концов сдаётся после того, как Тор предупреждает их, что приближается Фригга.

### Завоевание Альтрона
В другой альтернативной линии времени, Дракс и другие Стражи Галактики погибают, пытаясь защитить планету Суверен от Альтрона.

## Отличия от комиксов
Киноперсонаж имеет множество отличий от персонажа из комиксов, в том числе в отношении происхождения, внешнего вида и силы персонажа. Дракс в комиксах имел человеческую душу, происходящую с Земли, которая была помещена в тело, предназначенное для борьбы с версией Таноса из комиксов. Персонаж фильма происходит совершенно с другой планеты. Дракс из комиксов внешне выглядел более зелёным, и режиссёры изменили этот аспект, чтобы более чётко отличить персонажа от Халка. В комиксе Дракс был достаточно силён, чтобы встретиться лицом к лицу с Таносом, в то время как в фильме Дракс, хотя и обладал сверхчеловеческой силой и выносливостью, был легко побеждён в бою Ронаном Обвинителем, персонажем менее могущественным, чем сам Танос.
Дракс из комиксов также способен стрелять энергетическими взрывами из своих рук, совершать межзвёздные полёты и в незначительной степени использовать телепатию, и у Дракса из фильмов всех этих сил нет. Дракс из фильмов предпочитает использовать два ножа.

## Реакция
Несмотря на его грубую внешность и трагическую предысторию, Дракс обычно служит источником юмора, и его реплики в рамках франшизы часто используются в качестве интернет-мемов.